# オンライン紛争解決
オンライン紛争解決(英語：Online Dispute Resolution、ODR)とはICT技術を活用して紛争を解決する手続き全般のこと。
裁判によらずに紛争を解決する手段・方法であり、裁判外紛争解決手続(英語：Alternative Dispute Resolution、ADR)の一種として分類される。ADRとの大きな違いは、手続きの大部分または全てでデジタル技術を活用することにある。法務省はODRについて「全ての人々に司法へのアクセスを提供できる(SDGs)」ことをメリットとしてあげている。

## ODRの特徴
紛争解決として一般的に用いられる手段として「当事者間による交渉」と「裁判所による法律に基づいた裁定」のふたつがある。ODRおよびADRはこのふたつの中間に位置する。
ODRでは紛争に関わる手続きをオンライン上で完結することができる。ADRの場合はADR指定機関への申し立てや各種書類の用意といったオフラインでの事務手続きが必要なため、単純な労力としてはODRよりも大きくなってしまうケースが少なくない。
紛争の内容によって適切なプラットフォームが提供されるODRでは、あらかじめ定められた項目を入力することで調停や仲裁等の申立てが可能になっている場合が多く、申立人の手続的負担も少なく、またADRや訴訟提起よりも費用も安価で済むという傾向がある。
時間・場所の制約もなく、また身体的な障害等も障壁とならずに申立てを行うことができる。こういった特徴を持つことから、上述のように法務省は「全ての人々に司法へのアクセスを提供できる(SDGs)」ことをODRに期待している。

## ODRの一般的な流れ
ODRを利用したい人がオンライン上のODRプラットフォームに必要事項を記入する。相手方にODRが申し立てられた旨の通知が届き、相手方が応じ次第交渉が開始される。当事者間の交渉に第三者の調停人が仲介として入るケースが多い。交渉を経て和解案が提示され、両者が和解案に同意をすることで交渉は終了となる。
なお、相手方が交渉に応じない際には調停は不成立となる。そのため、ODRを実施し紛争を解決するためには相手方が交渉に応じることが絶対条件となる。また、民事訴訟によって出された判決や訴訟上で和解に至った場合、その内容には強制力があり、判決に基づく支払いがされない場合や合意が守られない場合は強制執行も可能である。ADRやODRでは、判決や訴訟上の和解に基づく執行力は有していないとされる。
もっとも、令和5年4月21日に改正ADR法（裁判外紛争解決手続の利用の促進に関する法律の一部を改正する法律/令和5年法律第17号）が成立し、同月28日に公布されたことでこの流れが変わりつつある。
同法では、同法に定める認証紛争解決手続により成立した和解のうち、当該和解に基づいて民事執行をすることができる旨の合意がされたもの(特定和解)については、裁判所の執行決定を得たうえで、強制執行をすることができるようになっている。本法は、公布の日から1年を超えない範囲内において政令で定める日から施行するとされており、将来的にはADR認証を受けた機関が実施するODRにおいて、特定和解が成立した場合には、当該和解に基づいて強制執行が可能となることが考えられる。

## 日本のODRの現状と先進国による具体的活用
日本でもADRおよびODRの浸透に力を入れており、内閣府では「ODR活性化検討会」を組成し、令和2年3月に「ODR活性化に向けた取りまとめ」が作成された。
また、法務省では令和2年10月より「ODR推進検討会」を組成し、令和5年9月1日よりODR実証事業「ONE」が実施されている。
ODR実証事業「ONE」は法務省が公益財団法人日弁連法務研究財団に委託をし、再委託を受けた日本弁護士連合会がサービスを提供している。養育費、賃料、売買代金、委託料（アウトソーシング）、賃金などの金銭トラブルを取り扱っている。
ODRを含むオンライン調停が生きる場面としては、金銭のトラブル、養育費、同じプラットフォームサービス内で生じるトラブルなどがあげられるところであり、オンラインプラットフォームにおける取り引きの在り方に関する提言においても、ODRの積極的活用が求められている。
日本においてはODRの普及を進めている段階だが、先進諸国においては普及・浸透がさらに進んでいる。
アメリカ合衆国カリフォルニア州サンノゼに本社を置くグローバル電子商取引(EC)企業のeBay Inc.(イーベイ)では独自の問題解決プラットフォームを設置し、年間6,000万件以上の紛争を扱っている。また、EUにおいては2016年にEU域内における消費者紛争解決を⽬的としたODRプラットフォームを創設。これまでに11万件以上の申し立てを扱い、年間で280万人以上がサイトを訪問している。
この他にも、カナダのブリティッシュコロンビア州においては司法制度の一部としてODRが利用されており、すでに5年以上の運用実績がある。海外の多くの事例においてもODRでは司法による強制力を持たないため、カナダによる司法制度の活用は世界的に見てもODRの成功例のひとつとして注目を集めている。
世界的な潮流として、””Access to Justice””すなわち司法へのアクセス権を実現していくための手段としても、ODRは強い期待を持たれている。

## ODRの種類
日本においては普及を進める段階にあるODRだが、海外の事例を参考に社会実装されていく過程において下記の3種類のODRが展開されていくことが予測される。

### 司法型ODR
裁判を実施するのと同等の効力を発揮するのが司法型ODRである。カナダの実用例が司法型ODRにあたる。また司法型ODRはさらに刑事事件と民事事件のふたつのタイプに分類される。

### 行政型ODR
消費者紛争の解決などを目的とするのが行政型ODRとなる。行政型ODRも国内と越境のふたつのタイプに分類される。越境の行政型ODRとしてはEUにおける消費者紛争解決の取り組みが上記の具体例では該当する。

### 民間型ODR
民間によって運営されるODRである。上記ではアメリカのeBayの例が該当する。日本では株式会社AtoJの提供する少額債権向けオンライン紛争解決サービスOneNegotiation（ワンネゴ）などが存在する。

## 日本におけるODRの推進
2020年9月に一般財団法人日本ODR協会が設立された。一般財団法人日本ODR協会では、ODRの社会的信頼性を高め、その発展に寄与することを目的とし、各種シンポジウムなどを開催している。また、ORRフォーラムという国際会議が2002年より開催されており、これまでに世界各国で20回以上の開催実績がある。日本においてはまだ開催されたことがなく、本会を日本で実施することも一般財団法人日本ODR協会の目標の一つである。
法務省ではODRの推進に向けた基本方針を2022年に公表している。1年から2年以内に推進基盤を整備し、5年以内に世界最高品質のODRを社会実装するという短期、中期二点の目標を掲げている。法務省はODRを社会実装することによって、スマートフォン等のデバイスが一台あれば、場所や時間を問わず誰にでも紛争解決のための効果的な支援を受けることができる環境をつくることを目指している。
日本では、毎年12月1日をADRの日、12月1日〜7日をADR週間として、ADR ・ODRを国民に身近な紛争解決手段とするためのイベントを行うなどしている。

## ODR機関

### 日本の主なODR関連機関
- 一般社団法人日本ODR協会
- 日本ADR協会
- ODR活性化検討会
- ODR推進検討会

### 海外の主なODR関連機関
- ICODR (International Council For Online Dispute Resolution)
- NCDTR (The National Center for Technology & Dispute Resolution)
- mediate
- ODR 2020 in Dublin, Ireland-May 6-7, 2020